# Altare Piccolomini

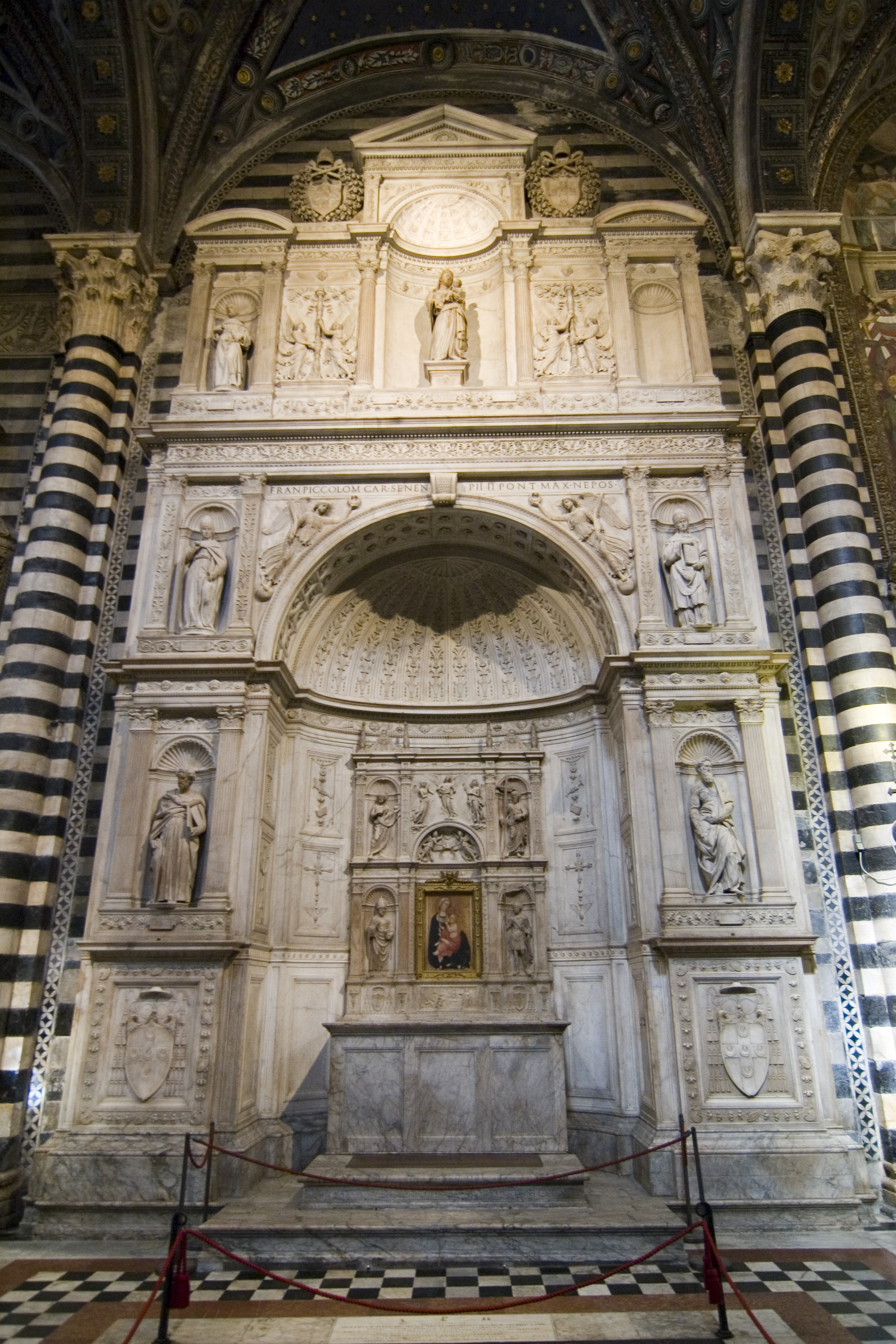
Altare Piccolomini

L'Altare Piccolomini è un complesso architettonico e scultoreo nella navata sinistra del Duomo di Siena, voluto dal cardinale Francesco Todeschini Piccolomini. Fu costruito tra il 1481 e il 1485 da Andrea Bregno in marmo di Carrara e decorato nei decenni successivi. Spicca l'intervento di Michelangelo che vi scolpì con aiuti, tra il 1501 e il 1504, quattro statue per le nicchie.

## Storia

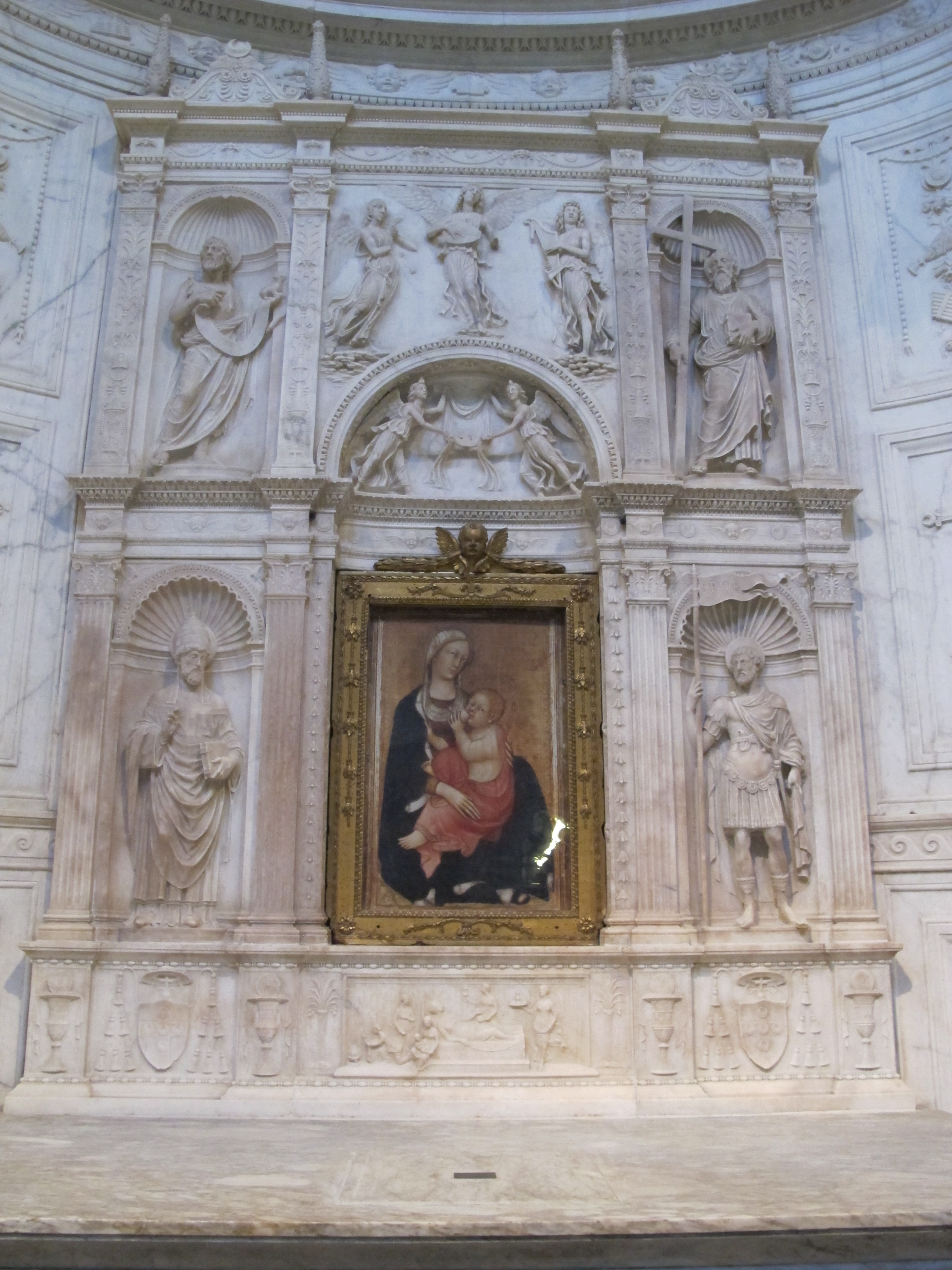
Parte inferiore centrale

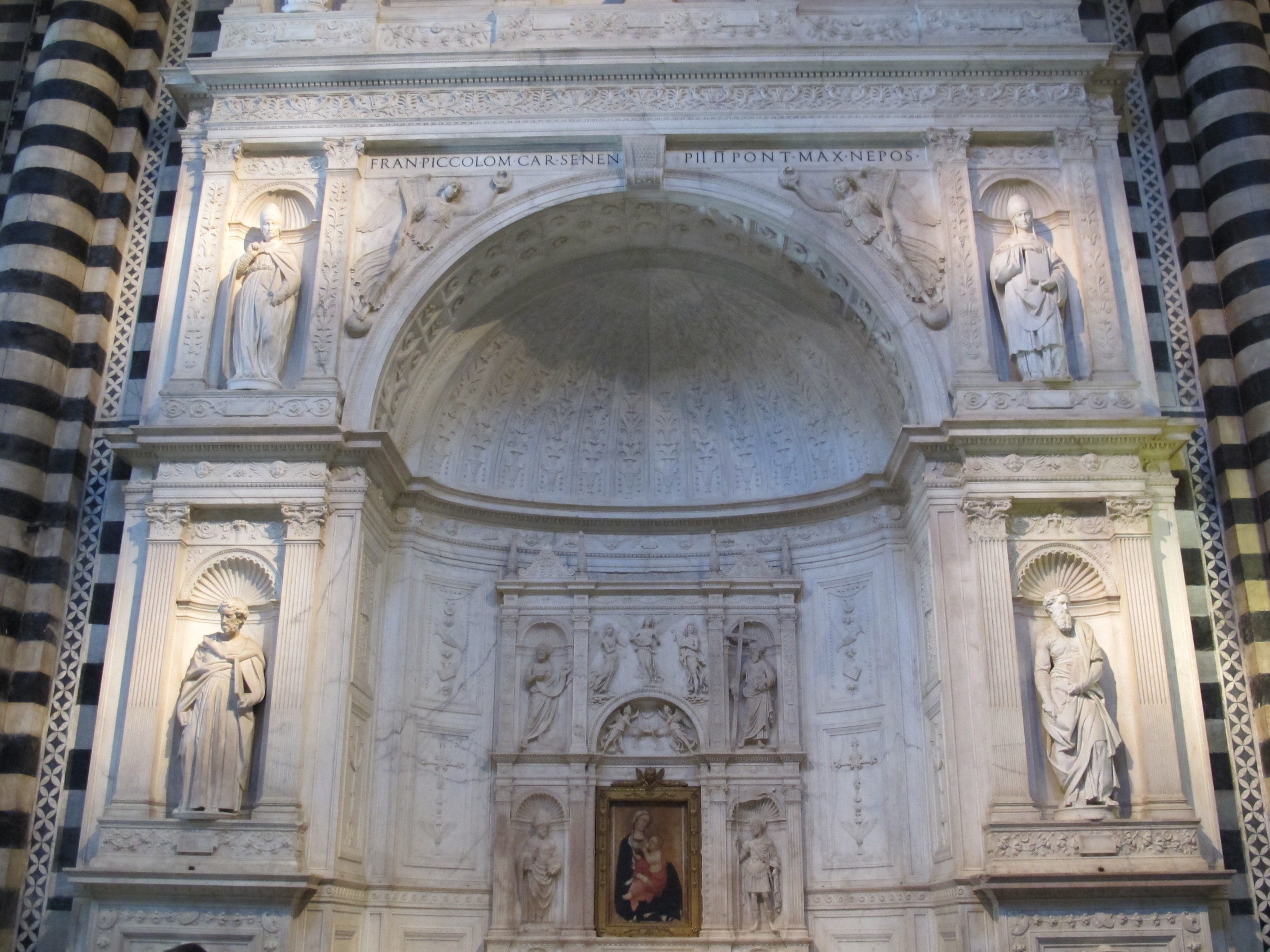
Parte mediana

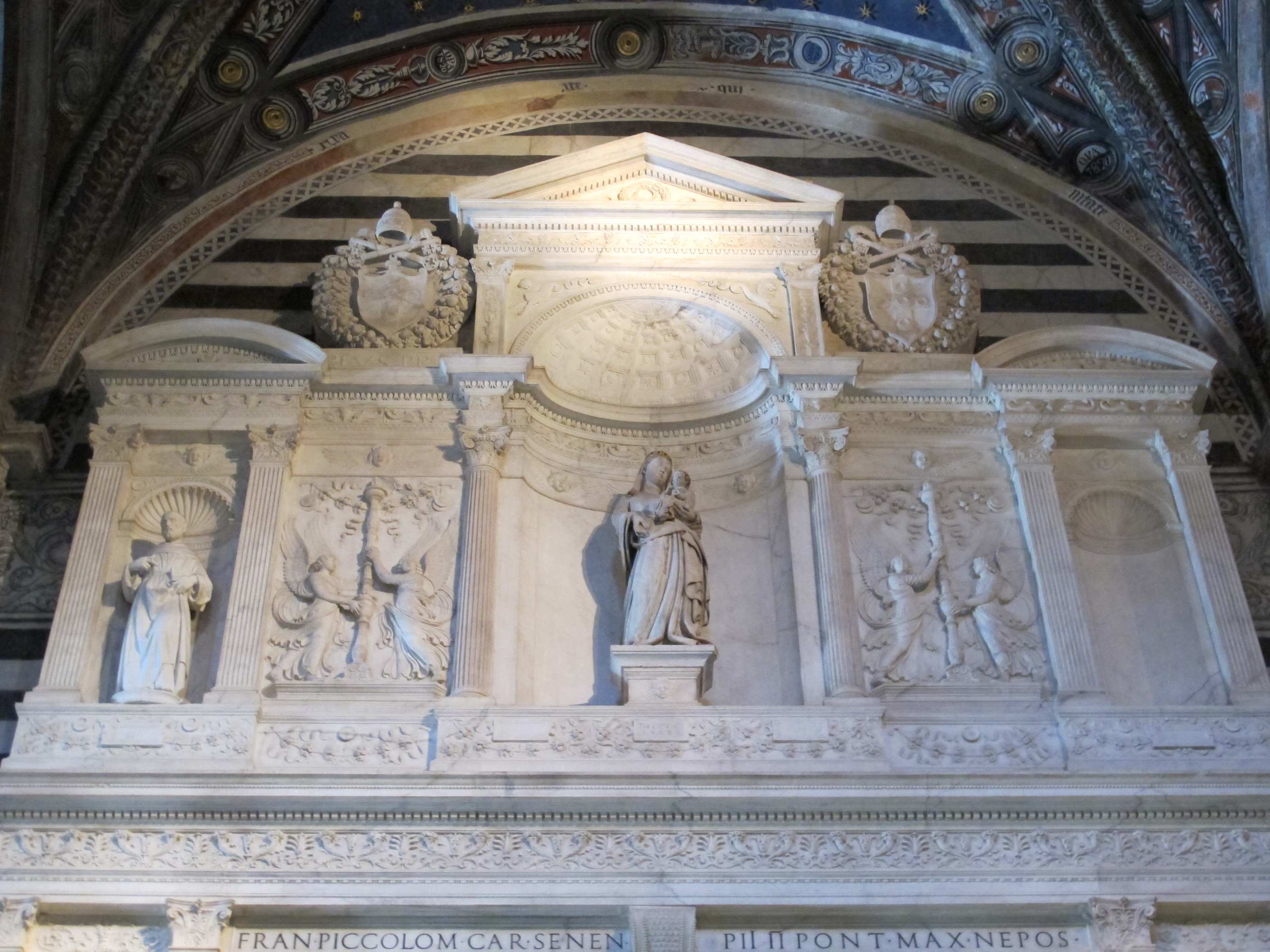
Parte superiore

Il cardinale Francesco Todeschini Piccolomini, poi papa Pio III, intendeva costruire un monumentale altare per dedicare una grandiosa opera artistica allo zio papa Pio II, per celebrare contemporaneamente la presenza politica e culturale della famiglia Piccolomini a Siena e per allestire un sito sepolcrale per se stesso (in realtà il Todeschini Piccolomini fu sepolto in Vaticano in seguito alla sua elezione a pontefice). Nel sito scelto dal cardinale si trovava anticamente l'altare dell'Arte dei Calzolai, intitolato alla Natività di Maria. I calzolai accettarono di donare il sito al cardinale purché questi reperisse loro un altro spazio all'interno del duomo. La mancanza di spazio disponibile costrinse però i Calzolai ad accettare di condividere il patronato dello spazio in oggetto con il cardinale.
Il cardinale fece costruire l'altare ad Andrea Bregno, che vi lavorò dal 1481 al 1485, firmandosi "Opus Andreae Mediolanensis MCCCCLXXXV" sotto il nicchione centrale dell'attico dove oggi è collocata la Madonna col Bambino. Andrea Bregno però mancò di realizzare la pala d'altare marmorea che doveva fare da cornice al dipinto della Madonna dell'Umiltà di Paolo di Giovanni Fei (1390 circa) e le 14 statue a tutto tondo che dovevano andare a riempire le varie nicchie e gli spazi sopra l'attico. Il progetto originario prevedeva infatti anche queste parti, ma intorno al 1486 l'artista, ormai sessantottenne, ebbe un tracollo fisico e forse anche una crisi d'ispirazione artistica. L'artista tornò quindi a Roma lasciando l'altare incompiuto. Solo aiuti della sua bottega lavorarono ancora alla pala d'altare marmorea da porre al centro, per racchiudere il dipinto della Madonna dell'umiltà.
Il cardinale Francesco Todeschini Piccolomini si mise quindi alla ricerca di scultori che potessero realizzare le 14 statue e affidò infine l'impresa a Pietro Torrigiani (1488-1489). Ma di lui resta solo il San Francesco che si trova in alto a sinistra. Il rapporto tra il Torrigiani e il cardinale si interruppe per motivi non del tutto chiari, che costrinsero comunque il cardinale a cercare un altro artista.
il 19 giugno 1501, tramite l'intercessione del banchiere Jacopo Galli, venne stipulato un contratto con il giovane Michelangelo Buonarroti, reduce dal clamoroso successo del suo primo soggiorno romano, in cui aveva scolpito la folgorante Pietà vaticana. Appena Michelangelo si mise al lavoro cominciarono a piovere su di lui altre offerte ambiziose, prima fra le quali quella di scolpire il gigantesco David fiorentino, che rendevano l'impresa senese ormai troppo stretta per la fama che l'artista andava conquistando. L'artista cominciò a ritenere l'impresa senese secondaria e a lavorarci solo saltuariamente. Nel 1503 il cardinale fu eletto papa, ma morì dopo soli 26 giorni. I suoi eredi convinsero Michelangelo, su stipula di un nuovo contratto datato 11 ottobre 1504, a consegnare le statue e così l'altare si arricchì delle quattro statue che si trovano entro le nicchie laterali in basso, realizzate con l'ampio impiego di aiuti. Nonostante le ripetute richieste dei Piccolomini non furono consegnate le altre sculture previste, finché l'arcivescovo di Siena Francesco Bandini Piccolomini annullò il contratto negli anni trenta del Cinquecento, sollevando l'artista da preoccupazioni morali ed economiche, legate ad eventuali penali per risarcimento danni e al rimborso dei pagamenti già avuti. Da allora i Piccolomini cessarono di interessarsi all'altare, che rimase quindi per sempre incompiuto.
Alla fine del Settecento fu collocata nella nicchia centrale dell'attico la statua con la Madonna col Bambino, ritenuta fino ad anni recenti opera giovanile di Jacopo della Quercia e restituita dalla critica a Giovanni di Cecco (1371). La statua proveniva dall'altare di San Tommaso d'Aquino e, prima di allora, da quello di San Jacopo Interciso, entrambi in Duomo.

## Descrizione
La struttura architettonica dell'altare si ispira a quello realizzato dal Bregno in Santa Maria del Popolo a Roma, con un nicchione, contenente l'altare vero e proprio contornato da un arco di trionfo. La decorazione a bassorilievo è piena di infiniti motivi quali festoni, girali, canestre di frutta, vasi, cornucopie, palmette, candelabri, fiaccole, teste alate, delfini, tridenti scudi, tabelle, nastri, ecc. I motivi a mezza luna, riferimento allo stemma dei Piccolomini, sono innumerevoli. La cura della decorazione decresce con l'altezza, ma le parti più basse sono di alta qualità.
Ai lati, sopra gli stemmi dei committenti, si trova un doppio registro composto da nicchie inquadrate da lesene, dove si trovano le statue. Altre due nicchie analoghe si trovano nel coronamento (o attico), con al centro una nicchia timpanata più grande, dove si trova la statua della Madonna col Bambino di Giovanni di Cecco, più antica dell'altare (1371). In origine le statue dovevano essere ben quattordici e riportate tutti i santi cari al committente, alla famiglia dei Piccolomini e a Siena intera: sei nelle nicchie laterali appena descritte, tre nella nicchia centrale dove oggi si trova la sola Madonna col Bambino, due sui piedistalli laterali al di sopra dell'attico e tre sui tre piedistalli sopra il timpano dell'attico. Le vicissitudini descritte sopra impedirono tuttavia all'opera di essere completata.
Le statue rimanenti sono, a sinistra dal basso:
- San Pietro di Michelangelo
- Sant'Agostino di Michelangelo (fino a pochi anni fa ritenuta raffigurare San Pio)[1]
- San Francesco di Pietro Torrigiani, probabilmente ritoccata da Michelangelo

A destra, sempre dal basso:
- San Paolo di Michelangelo
- San Gregorio di Michelangelo
- L'ultima nicchia è vuota

La pala d'altare dipinta, dedicata alla Vergine Maria, è opera di Paolo di Giovanni Fei (1390 circa). Meno attenzione ha ricevuto dalla critica l'altare marmoreo che incornicia il dipinto tardotrecentesco, soprattutto perché ritenuta opera di bottega di Andrea Bregno.